# رون بوهم
رون بوهم هو لاعب هوكي الجليد كندي، ولد في 14 أغسطس 1943 في ساسكاتون في كندا، وتوفي في 8 ديسمبر 2017 في بورت ألبيرني في كندا.

## وصلات خارجية
- رون بوهم على موقع دوري الهوكي الوطني (الإنجليزية)
- رون بوهم على موقع EliteProspects.com (الإنجليزية)
- رون بوهم على موقع HockeyDB.com (الإنجليزية)
- رون بوهم على موقع Hockey-Reference.com (الإنجليزية)